# Politzer Zsigmond
Politzer Zsigmond, 1884-től Csapó Zsigmond (Kiscell, 1852. március 27. – Párizs, 1924. október 26.) újságíró, publicista, lapszerkesztő. Nem azonos Politzer Zsigmond (1839–1917) könyvkereskedővel.

## Életpályája
Szülővárosában apja trafikos volt; középiskoláit Nagykanizsán végezte; 1873-tól a budapesti műegyetem hallgatója volt; azonban vizsgákat nem tett, hanem Münchenbe ment. Szociáldemokrata elveit követve a napisajtó munkása lett. 1879-ben Münchenben a Zeitgeist c. szocialista lapnak volt szerkesztője. Túlzó cikkei és izgatásai miatt félévig börtönben ült, a büntetés letelte után 1879-ben kiutasították Bajorországból. Nyomorogva élt azután Bécsben és Budapesten, majd Szombathelyre ment, ahol francia- és angolórák adásával tartotta fenn magát, és több lapnak is munkatársa volt. Politikai elvei miatt Szombathelyt sem volt maradása, így 1884-ben Pázmándy Dénes segítségével Párizsba ment, ahol mint újságíró működött. 1884-ben Politzer családi nevét Csapóra változtatta.
Publikált a Pesti Naplóban (1875. 151. sz. Benczúr Gyula Szent Istvánja); 1883-ban a Gazette de Hongrie-nak volt a munkatársa.
Irt egy polemikus szocialista röpiratot, amely Budapesten névtelenül jelent meg.
Szerkesztette a Testvériséget 1871-ben és a Munkás Heti Krónikát 1883. októberétől november 23-ig; 1882-ben alapította Ruzsa Kálmánnal együtt a Dunántúl c. politikai hetilapot Szombathelyt, függetlenségi párti programmal (ebben a lapban jelentek meg nagyobbrészt politikai cikkei).